# 7447 Маркаврелій
7447 Маркаврелій (7447 Marcusaurelius) — астероїд головного поясу, відкритий 17 жовтня 1977 року.
Тіссеранів параметр щодо Юпітера — 3,516.